# Something Weird Video
Something Weird Video é uma empresa distribuidora de filmes americana com sede em Seattle, Washington. Eles se especializam em filmes de exploitation, particularmente nas obras de Harry Novak, Doris Wishman, David F. Friedman e Herschell Gordon Lewis. A empresa recebeu o nome do filme de Lewis, de 1967, Something Weird, e o logotipo foi retirado da arte original do cartaz do filme. Something Weird costuma focar em filmes de B a Z. Já distribuiu mais de 2.500 filmes até o momento.
Em 2 de janeiro de 2014, o fundador da empresa, Mike Vraney, morreu após uma longa batalha contra o câncer de pulmão. A empresa continua sob a liderança da viúva de Vraney, Lisa Petrucci.